# Halocaridina rubra
L'Halocaridina rubra, gamberetto rosso Hawaiiano o gamberetto dei vulcani, è un piccolo gamberetto rosso della famiglia delle Atyidae, comunemente chiamato, in lingua hawaiiana, ʻōpaeʻula ("gamberetto rosso").

## Descrizione e distribuzione
È un piccolo gamberetto rosso, raramente più lungo di 1,5 centimetri, normalmente presente in pozze di acqua salmastra vicine alle coste marine, talvolta in grande numero. Queste pozze sono i laghi anchialini (dal greco antico anchialos = vicino al mare). L'Halocaridina rubra è endemico delle Hawaii e normalmente presente nei laghi anchialini di acqua fredda in substrati di lava nelle isole Hawaii e Maui; è stato rinvenuto anche in grotte carsiche di isole più antiche come Oʻahu. Il suo habitat è unico e ristretto a cinque delle isole dell'arcipelago delle Hawaii: (Maui, Kahoʻolawe, Oʻahu, Molokaʻi e Hawaiʻi).

## Ecologia
Gli ʻŌpaeʻula sono gamberi erbivori e detritivori che popolano sotterranei e superficiali laghi anchialini. Il cibo tipico dell'ʻōpaeʻula è costituito da alghe e batteri che si trovano sulla superficie delle rocce ed altri substrati. I chelipodi sono adattati per raschiare e filtrare gli strati algali-batterici. Le setole seghettate raschiano la superficie del substrato e quelle filamentose raccolgono i materiali alimentari estratti. Può anche agire come filtro durante la fioritura del fitoplancton L'attività di pascolo di questo gambero è essenziale per mantenere l'integrità della crosta, una matrice attiva della crescita di piante, batteri, diatomee, protozoi, e materiali silicei e carbonatici sottostanti. L'Halocaridina ben si adatta all'habitat epigeo-ipogeo delle masse d'acqua. Si riproduce nella porzione sotterranea dell'habitat.

## Acquari
La recente popolarità dell'ʻōpaeʻula ha consentito di poter tenere negli acquari alle Hawaiʻi ed altrove questi crostacei. Specie longeve di ʻōpaeʻula hanno vissuto per più di 20 anni in cattività. Il loro sesso è difficile da distinguere, ma le femmine gravide postano sacche di uova rosso/marrone sotto il ventre, e le giovani larve si nutrono di plancton filtrato.
Occasionalmente mutano i loro gusci, che appaiono come esoscheletri argentei sul fondo del lago. Ci può essere qualche evidenza che l'ʻōpaeʻula si accoppia dopo la muta, o che la muta e l'accoppiamento possono essere correlati.
Gli ʻōpaeʻula tendono a nascondersi, ma anche se hanno un sacco di posti per nascondersi spesso sono più propensi ad avventurarsi in spazi aperti. Gli ʻŌpaeʻula sono creature socievoli e raramente lottano tra di loro, infatti quando non importunati spesso si raggruppano insieme mentre si alimentano o prendono il sole. Gamberetti nelle pozze possono esser visti mentre provvedono alle pulizie personali o nuotano lentamente.
|  |  |  |